# Historia de la industria del acero (1970-presente)

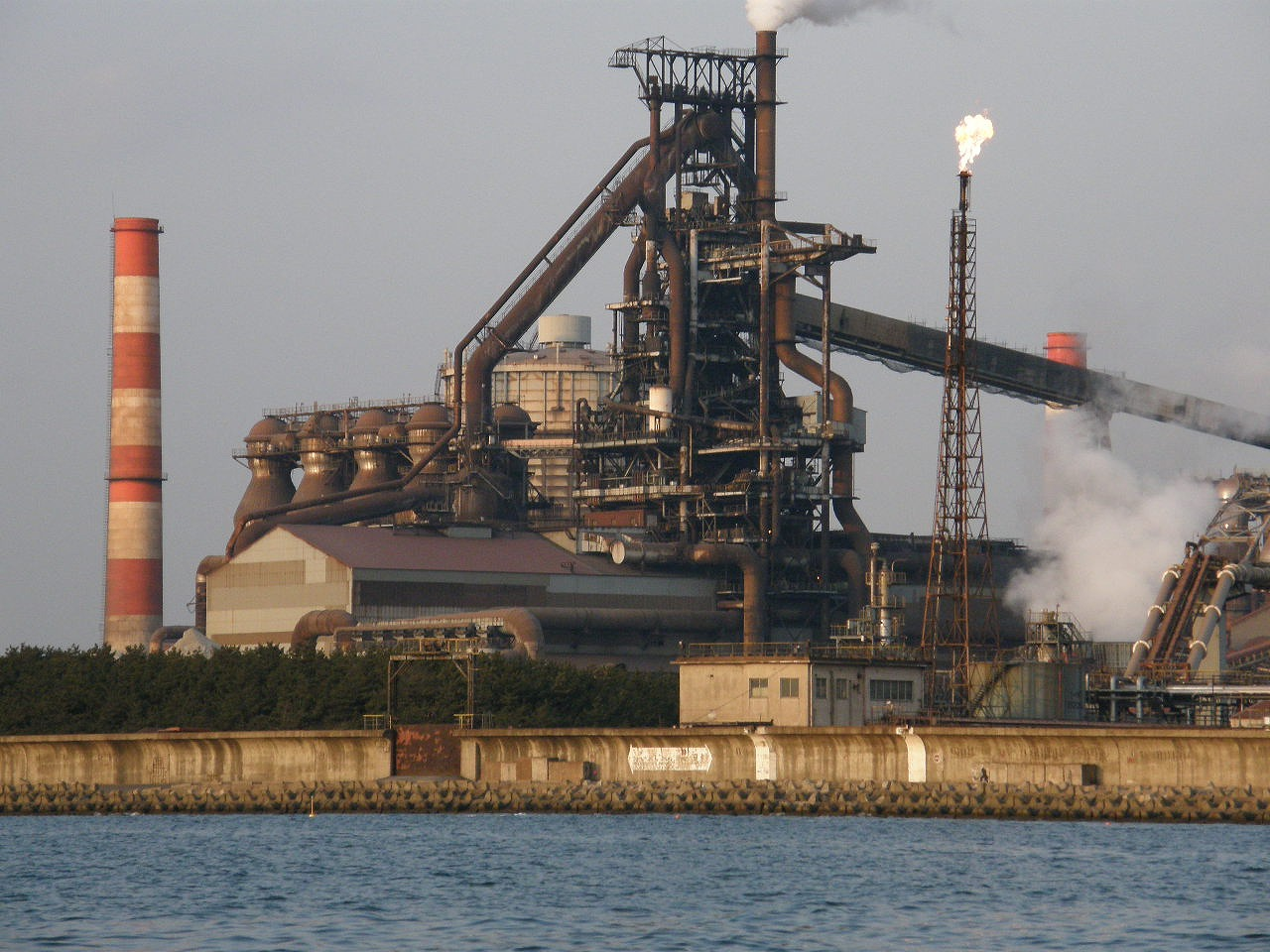
Acería de Kobe (2010)

La industria siderúrgica mundial ha experimentado grandes cambios desde 1970. China se ha convertido en un importante productor y consumidor, al igual que India en menor medida. La concentración de las compañías ha sido muy rápida en Europa, y los Estados Unidos ha perdido el liderazgo que ostentó hasta 1970.

## Crecimiento de la industria
La producción mundial de acero creció enormemente en el siglo XX, pasando de apenas 28 millones de toneladas a principios del siglo XX a 781 millones de toneladas al comienzo del siglo XXI. El consumo de acero per cápita en los EE. UU. alcanzó su punto máximo en 1977, luego cayó a la mitad antes de experimentar una modesta recuperación a niveles muy por debajo del máximo anterior.

### Producción mundial de acero en elsigloXX

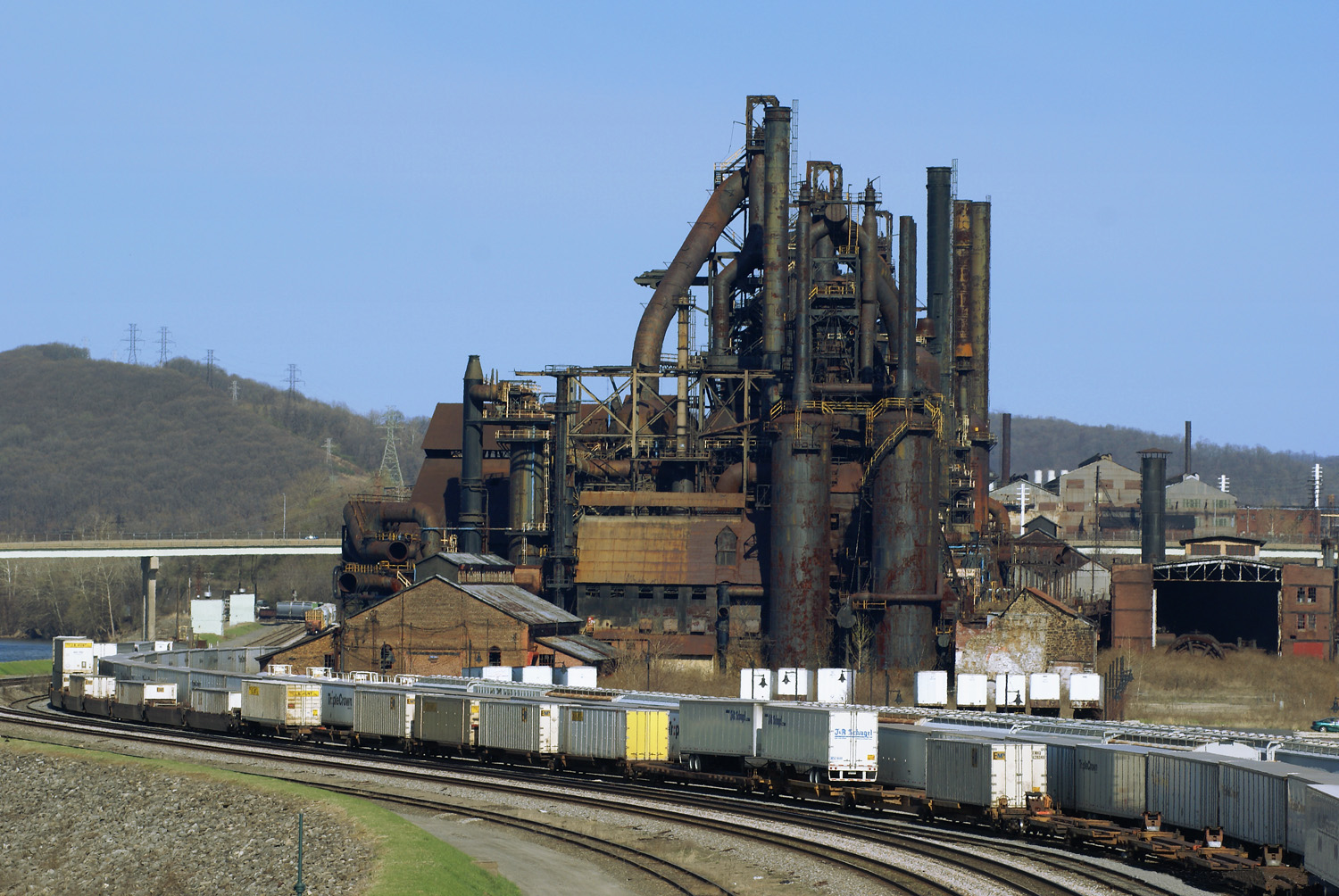
Bethlehem Steel en Bethlehem (Pensilvania) (acería cerrada en 2003) fue uno de los mayores fabricantes de acero del mundo

La producción de acero bruto ha aumentado a un ritmo asombroso, alcanzando un total de 1.691 millones de toneladas en 2017
Durante el siglo XX, el consumo de acero aumentó a una tasa promedio anual del 3,3%. En 1900, Estados Unidos producía el 37 % del acero del mundo, pero con el desarrollo industrial de la posguerra en Asia y la inversión centralizada de China, para 2017 China concentraba el 50 % de la producción mundial en solitario, con Europa (incluida la ex Unión Soviética) alcanzando el 24 % y América del Norte tan solo el 6 %.
Para obtener detalles sobre la producción de acero por país, consúltese "Producción de acero por país".

## Potencial de crecimiento de la industria
Entre los otros nuevos países productores de acero, en 2017 Corea del Sur produjo 71 millones de toneladas, casi el doble que Alemania; y Brasil 34 millones de toneladas. Las cifras de los tres países no han cambiado mucho desde 2011.
La producción de acero de la India en 2017 es de poco más de 100 millones de toneladas, aumentando sustancialmente desde los 70 millones de toneladas en 2011, sobre todo si se comparan con tan solo 1 millón de toneladas producidas en el momento de su independencia en 1947. En 1991, cuando se abrió la economía, la producción de acero creció a alrededor de 14 millones de toneladas. A partir de entonces, se duplicó en los siguientes diez años, y luego se está duplicando nuevamente, tal vez en un lapso un poco más largo.
La industria siderúrgica mundial se estancó entre 2007 y 2009 en 1.300 millones de toneladas, debido a la recesión mundial que comenzó en 2008, con fuertes recortes en la construcción, una fuerte reducción de la demanda y una caída de los precios del 40 %. Curiosamente, ThyssenKrupp había gastado en 2007 unos 12 mil millones de dólares para construir las dos plantas más modernas del mundo, ubicadas en Alabama y Brasil, pero a consecuencia del parón de la economía mundial, la empresa tuvo que vender acero por debajo del costo de producción para mantenerlas operativas. Finalmente, ThyssenKrupp vendió las plantas por 4.000 millones de dólares en 2013, perdiendo en esta operación más de dos terceras partes del valor de su inversión anterior. 

## Reducción de personal
Una planta siderúrgica moderna emplea a muy pocas personas por tonelada producida, en comparación con el pasado. Por ejemplo, en Corea del Sur, Posco emplea a 29.648 personas para producir 28 millones de toneladas anuales de acero.
Durante el período de 1974 a 1999, la industria del acero había reducido drásticamente el empleo en todo el mundo. En los EE. UU., bajó de 521.000 a 153.000 trabajadores; en Japón, de 459.000 a 208.000; en Alemania de 232.000 a 78.000; en el Reino Unido de 197.000 a 31.000; en Brasil de 118.000 a 59.000; y en Sudáfrica de 100.000 a 54.000. Corea del Sur ya tenía una cifra de trabajadores baja, y en 1999 contaba con tan solo 58.000 empleados en el sector. La industria del acero había reducido su empleo en todo el mundo en más de 1.500.000 personas en 25 años.
En el contexto indio, considerando el ambicioso plan para aumentar la capacidad a 300 MT para 2024-25, se requeriría una fuerza laboral adicional de 2,85 millones de personas, incluidos 43.000 ingenieros.

## Apéndices
- Ambos apéndices contienen material de IISI, anteriormente en la web pero ahora reemplazados por datos más recientes.

## Lecturas relacionadas
- Bagchi, Jayanta. Desarrollo del Acero Industria en la India (2005)
- Bola, Jeffrey A. EE.UU. Combates aéreos de fabricación: competencia de aviones extranjeros y acero de China  (2011)
- D'Costa, Anthony P. La reestructuración global de la industria del acero: innovaciones, instituciones y cambio industrial Londres: Routledge, 1999 =102877855 versión en línea
- Étienne, Gilbert. Crisol asiático: La industria del acero en China e India (1992) Hasegawa, Harukiyu. La industria del acero en Japón: una comparación con Gran Bretaña 1996 versión en línea
- Hoerr, John P. Y finalmente llegó el lobo: la decadencia de la industria siderúrgica estadounidense (1988)
- Hogan, Thomas. La industria del acero de China: su estado actual y potencial futuro (1999)
- Hogan, William T. Minimills and Integrated Mills: A Comparation of Steelmaking in the United States (1987)
- Meny, Yves. Políticas del acero: Europa occidental y la industria siderúrgica en los años de la crisis (1974-1984) (1986)
- Scheuerman, Guillermo. La crisis del acero: la economía y la política de una industria en declive (1986) en línea Archivado el 28 de octubre de 2010 en Wayback Machine.

- Datos: Q5870931